# Еджвуд (округ Аллегені, Пенсільванія)
Еджвуд (англ. Edgewood) — місто (англ. borough) в США, в окрузі Аллегені штату Пенсільванія. Населення — 3145 осіб (2020).

## Географія
Еджвуд розташований за координатами 40°25′53″ пн. ш. 79°53′2″ зх. д. / 40.43139° пн. ш. 79.88389° зх. д. (40.431296, -79.883969).  За даними Бюро перепису населення США в 2010 році місто мало площу 1,52 км², уся площа — суходіл.

## Демографія
Згідно з переписом 2010 року, у селищі мешкало 3118 осіб у 1579 домогосподарствах у складі 781 родини. Густота населення становила 2049 осіб/км².  Було 1669 помешкань (1097/км²).
Расовий склад населення:
| - 85,1 % — білих - 9,3 % — чорних або афроамериканців - 2,6 % — азіатів - 0,3 % — корінних американців - 0,1 % — вихідців з тихоокеанських островів |

До двох чи більше рас належало 2,1 %. Частка іспаномовних становила 2,7 % від усіх жителів.
За віковим діапазоном населення розподілялося таким чином: 16,8 % — особи молодші 18 років, 70,7 % — особи у віці 18—64 років, 12,5 % — особи у віці 65 років та старші. Медіана віку мешканця становила 40,8 року. На 100 осіб жіночої статі у селищі припадало 89,3 чоловіків;  на 100 жінок у віці від 18 років та старших — 86,2 чоловіків також старших 18 років.
Середній дохід на одне домашнє господарство  становив 95 876 доларів США (медіана — 66 964), а середній дохід на одну сім'ю — 127 046 доларів (медіана — 91 667). Медіана доходів становила 63 824 долари для чоловіків та 47 150 доларів для жінок. За межею бідності перебувало 9,4 % осіб, у тому числі 14,2 % дітей у віці до 18 років та 3,7 % осіб у віці 65 років та старших.
Цивільне працевлаштоване населення становило 1854 особи. Основні галузі зайнятості: освіта, охорона здоров'я та соціальна допомога — 43,2 %, науковці, спеціалісти, менеджери — 14,8 %, фінанси, страхування та нерухомість — 10,0 %, роздрібна торгівля — 6,0 %.